# 스파이더 카드놀이

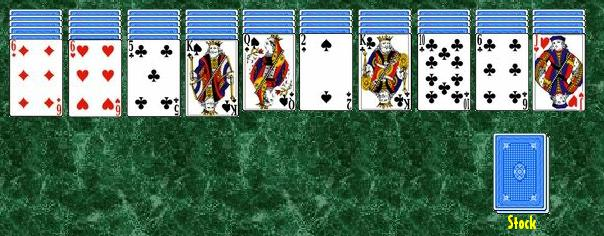

스파이더 카드놀이(Spider solitaire), 스파이더 솔리테어, 스파이더는 솔리테어의 일종이다. 두 개의 덱을 사용한다.

## 규칙
처음 54장이 열개의 줄에 배열되고 맨 위의 것만 볼 수 있게 놓인다. 카드는 K부터 A까지 쌓을 수 있고 같은 슈트일 때 통째로 옮길 수 있다. 줄이 비면 아무 카드부터 놓을 수 있다. 5번 동안 아무 줄도 빈 것이 없을 때 각 줄에 1장씩 뿌릴 수 있다. 한 수트가 끝까지 나열되면 비워서 올려보낼 수 있다.

## 같이 보기
- 마이크로소프트사의 기본 게임에 수록되어있다. 이에 대해서는 스파이더 카드놀이 (윈도)를 참고하라.